# Roger Tréville
Roger Tréville (17 de novembro de 1902 – 27 de setembro de 2005) foi um ator francês. Ele nasceu Roger Troly.

## Filmografia selecionada
- The Rotters (1921)
- Married Life (1921)
- Sinister Street (1922)
- Venetian Nights (1931)
- The Green Glove (1952)
- The Happy Road (1957)
- Ponzio Pilato (1962)
- How to Steal a Million (1966)